# تشاينا
تشاينا (بالبرتغالية: Carlos Alberto Gomes Kao Yien‏) هو لاعب كرة قدم برازيلي، ولد في 9 ديسمبر 1964 في فيتوريا، البرازيل في البرازيل. لعب مع بوتافوغو ريغاتاس وغريميو بورتو أليغرينزي ونادي أفاي لكرة القدم.